# David Pieterszoon de Vries
David Pieterszoon de Vries (c. 1593-13 de septiembre de 1655) fue un navegante holandés de Hoorn.

## Biografía
En 1617, De Vries realizó un viaje ballenero a Jan Mayen. En 1620, navegó a Terranova y vendió el pescado seco en Italia. En Tolón se unió a Carlos, duque de Guisa. En 1624 volvió a Canadá, todavía al servicio de Francia. Después de regresar a los Países Bajos, la Compañía Neerlandesa de las Indias Occidentales embargó su barco. De Vries vendió su barco y se fue a Bayona.
En 1627, navegó desde Hoorn a Batavia. A bordo iba Jan Pietersz Coen, solo reconocido durante el viaje. De las Indias holandesas navegó a Masulipatnam. En 1629, veintiocho colonos navegaron a América del Norte y plantaron la Colonia Swanendael en Lewes, organizada para la Compañía Neerlandesa de las Indias Occidentales por cinco comerciantes de Nueva Ámsterdam, que esperaban convertirse en patrocinadores de la colonia: Kiliaen de Rensselaer, Samuel Godijn, Samuel Blommaert, Albert Burgh, Joannes de Laet y De Vries. Sin embargo, al visitar la colonia en 1632, De Vries descubrió que los colonos habían sido masacrados y su fuerte quemado hasta los cimientos.
Regresó a América del Norte dos veces y finalmente estableció un asentamiento en Staten Island (1639), y otro, al norte del asentamiento de Pavonia, conocido como Vriessendael (1640). En 1636, De Vries construyó un blocao en Signal Hill en Staten Island, la primera casa de señales erigida por los colonos europeos en América del Norte y el futuro sitio de Fort Tompkins.
De Vries a menudo actuaba como intermediario tratando de mantener la paz entre Lenape y el director general de Nuevos Países Bajos, William Kieft. De Vries intentó evitar que Kieft lanzara las masacres de Pavonia y la de Corlears Hook, que desencadenaron la Guerra de Kieft de dos años. Tras las matanzas, De Vries influyó en traer a los indios hackensack sachem Oratam y también a los canarsee sachem penhawitz para negociar una tregua, que se rompió debido a las políticas agresivas de Kieft. De Vries se convirtió en una figura destacada en el levantamiento popular contra Kieft en la colonia holandesa que finalmente condujo a la destitución del director general y su regreso a juicio. Desencantado por el trato de los nuevos holandeses a la población indígena, dejó su granja en Vriessendael en octubre de 1643 a raíz de la masacre de Pavonia y regresó a los Países Bajos.
Falleció en Hoorn en 1655.

## Obras
- De Vries, David Pieterszoon. Voyages from Holland to America, A.D. 1632 to 1644..